# Velden (powiat Landshut)
Velden – gmina targowa w Niemczech, w kraju związkowym Bawaria, w rejencji Dolna Bawaria, w regionie Landshut, w powiecie Landshut, siedziba wspólnoty administracyjnej Velden. Leży około 20 km na południowy wschód od Landshut.